# Karl Sesta
Karl Sesta ou Karl Szestak foi um futebolista austríaco. Ele competiu na Copa do Mundo FIFA de 1934, sediada na Itália, na qual a seleção de seu país terminou na quarta colocação dentre os 16 participantes.